# Zonitis rostrata
Zonitis rostrata is een keversoort uit de familie van oliekevers (Meloidae). De wetenschappelijke naam van de soort is voor het eerst geldig gepubliceerd in 1861 door Blessig.